# نهر شناوة (أبشار)
نهر شناوة (بالفارسية: نهرشناوه) هي منطقة سكنية تقع في إيران في أبشار. يقدر عدد سكانها بـ 405 نسمة بحسب إحصاء 2016.